# Corythoichthys
Corythoichthys es un género de peces singnatiformes de la familia Syngnathidae.

## Especies
Se reconocen las siguientes especies:
- Corythoichthys amplexus
- Corythoichthys benedetto
- Corythoichthys fasciatus
- Corythoichthys flavofasciatus
- Corythoichthys haematopterus
- Corythoichthys insularis
- Corythoichthys intestinalis
- Corythoichthys nigripectus
- Corythoichthys ocellatus
- Corythoichthys paxtoni
- Corythoichthys polynotatus
- Corythoichthys schultzi